# Zororo Makamba
Zororo Makamba (né le 17 janvier 1990 et mort le 23 mars 2020) est un journaliste zimbabwéen, producteur, présentateur à la radio et à la télévision. Il est le fils de James Makamba (en).

## Biographie
Zororo Makamba est décrit par la BBC comme étant « célèbre pour ses prises de position sur les réseaux sociaux et ses commentaires politiques »; il se distingue en rédigeant ses commentaires sur la politique et la société zimbabwéennes sous le titre "État de la nation" et a animé des émissions d'actualité sur ZiFM Stereo et sur la chaîne de télévision affiliée à M-Net Zambezi Magic. 
Il avait une myasthénie grave, une maladie auto-immune neurosquelettomusculaire, et subit une intervention chirurgicale pour retirer une tumeur thoracique en novembre 2019. Le 21 mars 2020, il est diagnostiqué malade de la COVID-19, douze jours après son retour de New York et cinq jours après avoir consulté un médecin car il souffrait de toux et de fièvre. Il meurt à Harare deux jours plus tard, le premier décès du pays pour cette nouvelle maladie,,,.